# Dayr Ayub
Dayr Ayyub ( en árabe: دير أيوب‎   ) era un pueblo árabe palestino en el subdistrito de Ramle . Fue despoblado durante la guerra civil palestina de 1947-1948  del Mandato el 6 de marzo de 1948 por las brigadas Givati y Sheva 'de la Operación Nachshon . Estaba ubicado 17.5 km al sureste de Ramla, situado cerca de Bab al-Wad . En el ataque, el pueblo fue defendido por el ejército jordano; el lugar terminó arrasado a excepción del cementerio y algunos hogares 

## Historia
Se cree que al noroeste del lugar se encuentra la tumba la tumba del profeta Ayyub, el Job bíblico . Se han encontrado restos arqueológicos, que dan fe de una importante actividad agrícola, que datan del período helenístico tardío y principios del período romano temprano (siglo I a. C.-siglo I d. C.).

### Era otomana
En 1596 los otomanos realizaron un registró sobre la aldea como al nahiya (subdistrito) de Ramla, parte de Gaza Sanjak, y se terminó  registrando 17 hogares musulmanes, con un estimado de 94 personas. A los aldeanos de la zona se les impuso una tasa fija del 25% sobre los productos agrícolas, incluidos el trigo, la cebada y las frutas, así como sobre otros tipos de productos y propiedades, como cabras, colmenas y viñedos, además de ingresos ocasionales; un total de 4.400 akçe . 1/12 de los ingresos se destinó a un Waqf .
En 1838, fue señalada como una aldea musulmán, Deir Eyub, en el área de Ibn Humar en el Distrito de Er-Ramleh .
Victor Guérin la visitó en 1863, mientras que una lista de pueblos otomanos de alrededor de 1870 encontró que el pueblo tenía una población de 36 personas, en un total de 9 casas, aunque el recuento de población incluía solo a hombres.

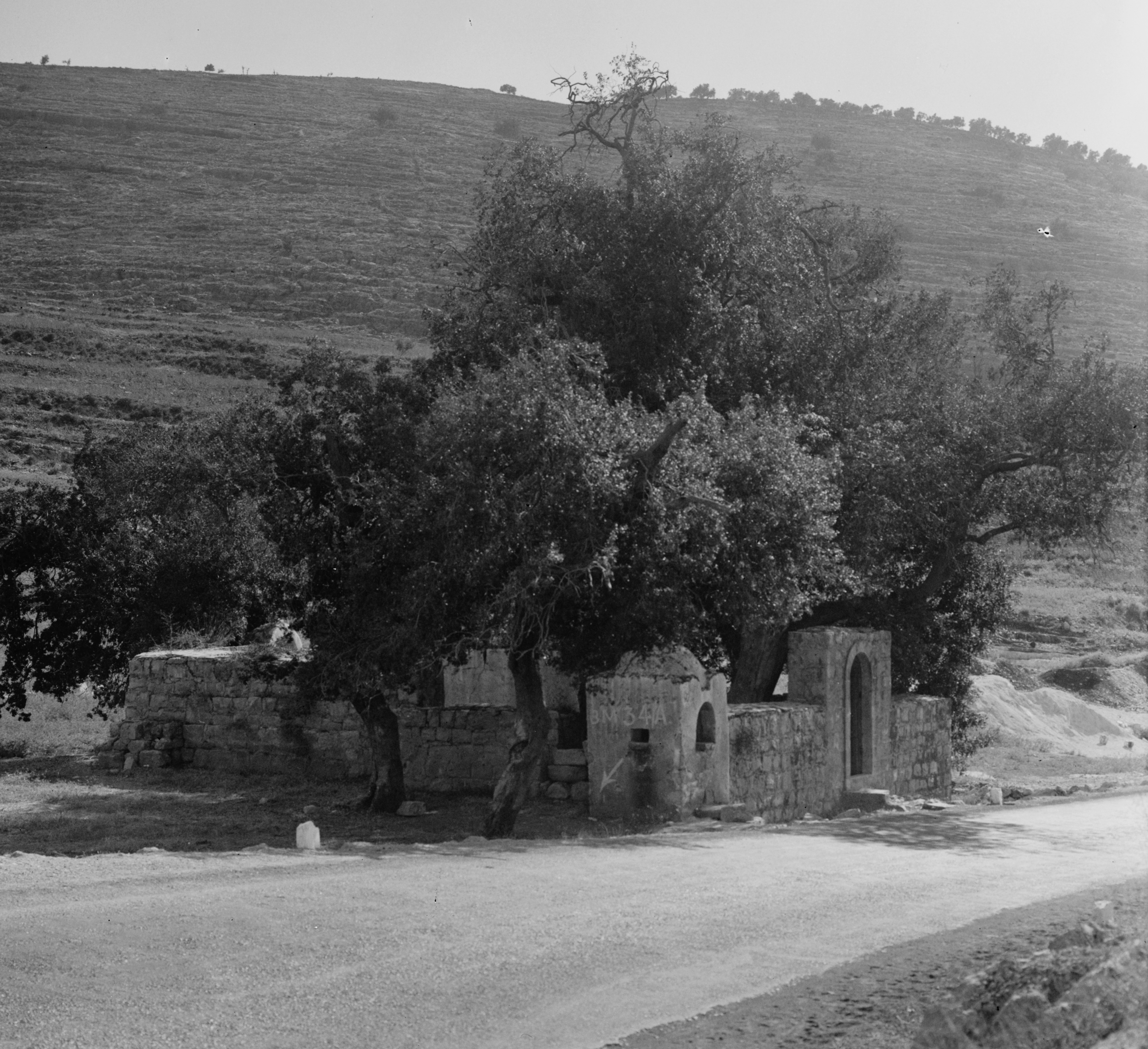
Dayr Ayyub estaba ubicado cerca de Bab al-Wad ; en la foto el Maqam (santuario) del Imam Ali, en Bab al-Wad, fotografiado alrededor de 1934-39

En 1883, la Encuesta de Palestina Occidental del PEF describió a Dayr Ayyub como una pequeña aldea situada en una ladera.

### Era bajo régimen británico
En el censo de Palestina de 1922 realizado por las autoridades del Mandato Británico, Dayr Ayyub tenía una población de 215, todos musulmanes, aumentando ligeramente en el censo de 1931 a 229, todavía todos musulmanes, en un total de 66 casas.
En 1941, el pueblo fue transferido del subdistrito de Jerusalén al subdistrito de Ramle.
En las estadísticas de 1945, el pueblo tenía una población de 320 musulmanes.   En la temporada de cultivo de 1944/45, se sembraron cereales en un total de 2.769 dunums de tierra del pueblo; 127 dunums fueron regados o utilizados para huertas, 10 de los cuales fueron olivares, mientras que 26 dunams fueron áreas edificadas (urbanas).
En 1947 se fundó una escuela primaria en el pueblo y tenía una matrícula de 51 estudiantes.

### 1948 y posterioridad
Dayr Ayyub fue atacado por primera vez por los predecesores de las Fuerzas de Defensa de Israel el 21 de diciembre de 1947, por 25 hombres, según el mukhtar del pueblo. Tres casas en el pueblo fueron bombardeadas, pero no hubo informes de víctimas. El 7 de febrero de 1948, las tropas británicas se trasladaron al pueblo y demolieron dos casas. El periódico palestino Filastin citó un comunicado británico que decía que las casas habían sido utilizadas para disparar contra los convoyes judíos que pasaban por la aldea.
Durante y después de la Operación Nachshon, el pueblo cambió de manos varias veces; "La Historia de la Haganá " indica que el pueblo fue ocupado tres veces en este período.
Benny Morris escribe que Dayr Ayyub fue despoblado en abril de 1948, después del asalto militar de las fuerzas de Yishuv,  sin embargo, también escribe que la inteligencia israelí notó que las mujeres y los niños de Dayr Ayyub fueron enviados tierra adentro a fines de agosto de 1948.

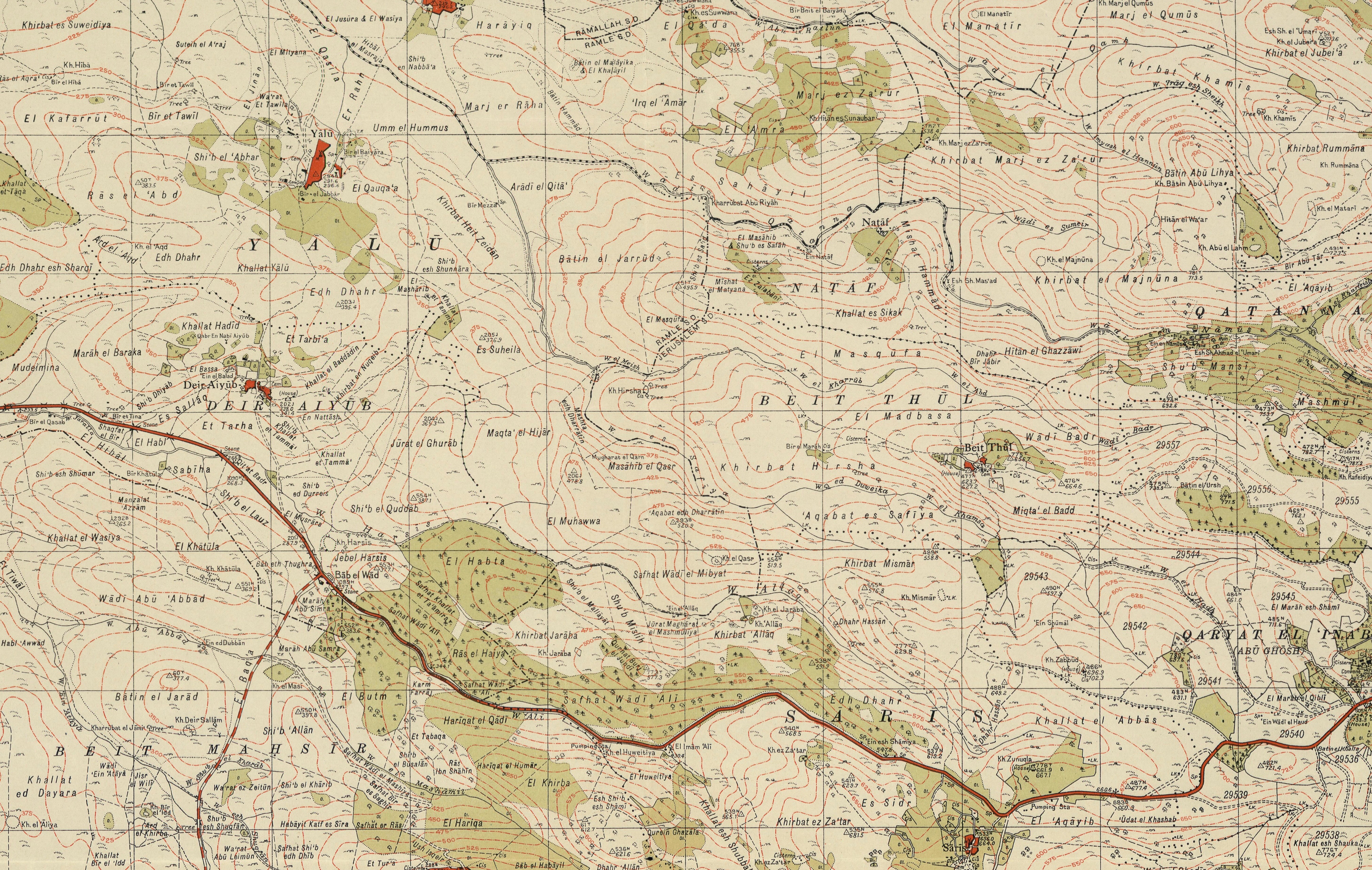
Dayr Ayyub 1943 1:20,000 (centro izquierda)
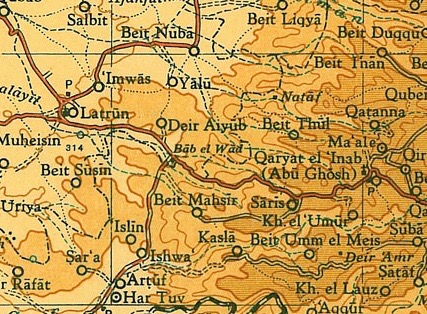
Dayr Ayub 1945 1:250 000
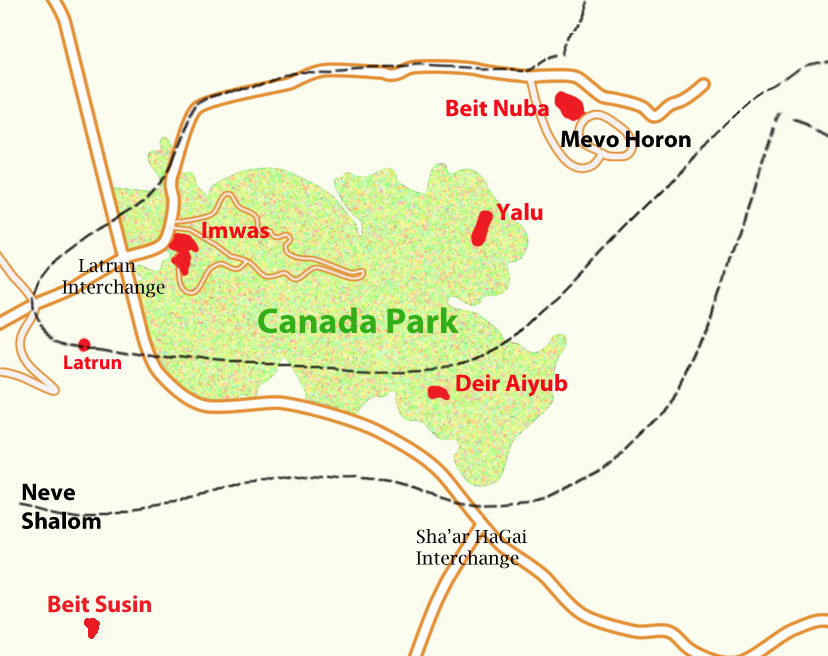
Dayr Ayyub y las líneas del armisticio de 1949

En los Acuerdos de Armisticio de 1949 con Jordania, Dayr Ayyub yacía en tierra desolada saliente de Latrun . Sin embargo, las fuerzas israelíes utilizaron la fuerza para impedir que la población palestina volviera a entrar en sus propios hogares y reclamaron el territorio tras la guerra. A pesar de ser una zona desmilitarizada según los acuerdos de 1949, el 2 de noviembre de 1950, las tropas de las FDI dispararon contra tres niños palestinos, dos de ellos fatalmente, cerca de Dayr Ayyub en el saliente de Latrun . Ali Muhammad Ali Alyyan (12), su hermana Fakhriyeh Muhammad Ali Alyyan (10) y su primo Khadijeh Abd al Fattah Muhammad Ali (8), todos del pueblo de Yalo, "Los dos niños [Ali y Fakhriyeh] estaban parados en un lecho de wadi y los soldados abrieron fuego contra ellos. Según ambos testigos [adultos], solo un hombre les disparó con un subfusil Sten, pero ninguno del destacamento intentó interferir".
Mevo Choron es un asentamiento que fue fundado en 1970, se encuentra al norte del sitio del pueblo; no hay asentamientos israelíes en las tierras de las aldeas.
El sitio de Dayr Ayyub se allá en la reserva del Parque Canadá . En 1992 Walid Khalidi describe sobre el lugar lo siguiente: "[Está] cubierto de escombros, incluidas restos de paredes unidas a vigas de hierro. Frente al pueblo,  los restos de casas se pueden ver en una alta colina al sur,. En dicha colina, se encuentra el cementerio; al sureste, una lápida con la inscripción: "AI-Hajj Muhammad 'Ulayyan Taha, murió el 14 de Muharram de 1355 Hijra". [Calendario islámico: equivalente al 6 de abril de 1936]". Grandes cipreses, eucaliptos, algarrobos e higueras dominan el lugar, mezclados con abetos recién plantados. Por su parte, los israelitas ustilizan los valles para el cultivar higos. Al borde sudeste se encuentra un manantial, en donde la aldea está rodeada por un corral de vacas y toda el área está cercada.